# ويليام إم. باس
ويليام إم. باس (بالإنجليزية: William M. Bass)‏ هو عالم إنسان أمريكي، ولد في 30 أغسطس 1928 في ستونتون في الولايات المتحدة.

## وصلات خارجية
- ويليام إم. باس على موقع إن إن دي بي (الإنجليزية)